# Chrysis succincta
Chrysis succincta är en stekelart. Chrysis succincta ingår i släktet Chrysis, och familjen guldsteklar. Arten har ej påträffats i Sverige.